# Молдовська залізниця
Молдовська залізниця (рум. Calea Ferată din Moldova (CFM)) — залізничний оператор у Республіці Молдова, який здійснює пасажирські та вантажні перевезення, а також відповідає за залізничну інфраструктуру в межах країни. Є наступником Одесько-Кишинівською залізниці часів СРСР. Загальна протяжність мережі Молдовської залізниці станом на 2009 рік — 1232 км, з яких 1218 км широкої колії (1520 мм), і 14 км стандартної колії (1435 мм). Вся мережа неелектрифікована. Межує з румунськими залізницями (1520/1435 мм — зміна ширини колії) на заході, і Укрзалізницею на півночі та сході.

## Історія
1844 року генерал-губернатор Новоросії і Бессарабії граф Михайло Воронцов розробив проєкт залізниці, що мала з'єднати Одесу з селом Паркани на Дністрі. Залізнична компанія Одеса — Київ запропонувала з'єднати залізницю Київ — Одеса з відгалуженням на Паркани через Тирасполь. За указом російського імператора Миколи I будівництво фінансувалось за кошти уряду.
1871 року побудовано залізничний міст через річку Дністер. 28 серпня 1871 року офіційно відкрито залізничне сполучення Тирасполя з Кишиневом. Ця дата вважається датою заснування Молдовської залізниці. Лінії, що з'єднали Бессарабію з Чорним морем та мережею залізниць України та Росії, стали основою для майбутнього розвитку залізниці.

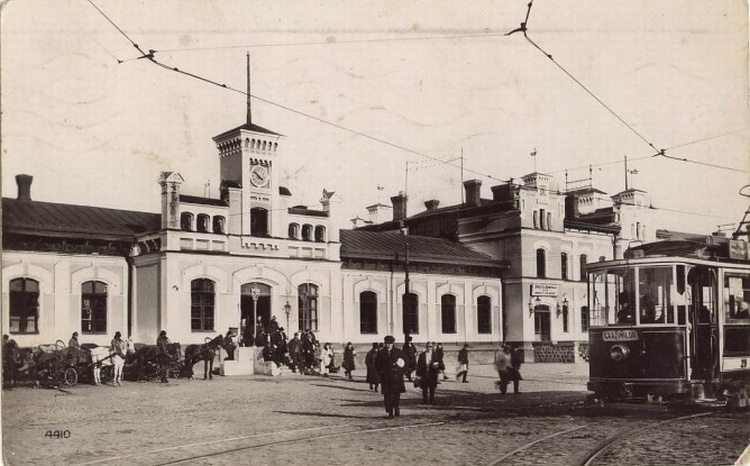
Залізничний вокзал станції Кишинів (1936)

1875 року введена в дію лінія Кишинів — Корнешти — Унгени, що забезпечило з'єднання з Румунською залізницею.
Після окупації Бессарабії радянськими військами, в 1940 році було утворено Кишинівську залізницю. Залізниця проходила територією Молдавської РСР та Української РСР (Ізмаїльською та Чернівецькою областями). У 1941 році цю залізницю приєднали до Румунських залізниць. З 1944 року, після нової окупації Молдови радянськими військами, Кишинівська залізниця відновила свою діяльність. У травні 1953 року об'єднана з Одеською залізницею в єдину Одесько-Кишинівську залізницю, яка проіснувала до 1979 року. У 1979 році створено самостійну Молдавську залізницею. Начальниками управління Молдавської залізниці працювали Дейнега Микола Семенович (у 1979—1983 роках) та Герасимов Юрій Михайлович (у 1983—1992 роках).

## Політична заангажованість
Персонал Молдовської залізниці в основному складається з російськомовних працівників, російська мова використовується у процесі роботи. Примітно, що головний виконавчий директор Молдовської залізниці Мирон Гагауз, який обіймав посаду Міністра транспорту Республіки Молдови, є одним з небагатьох членів уряду, хто не говорить офіційною мовою країни. Історично склалося так, що Молдовська залізниця має добрі стосунки з комуністичною партією Молдови. У 2009 році його працівники підписали листа, в якому вони засудили протести опозиції проти фальсифікації парламентських виборів у 2009 році.

## Рухомий склад
Більша частина рухомого складу, що використовуються Молдовською залізницею була вироблена за часів СРСР та країнах РЕВ.
| Тип моделі                     | Фото | Тягові частини                        | Виробники                                 |
| ------------------------------ | ---- | ------------------------------------- | ----------------------------------------- |
| Локомотивний парк              |      |                                       |                                           |
| М62                            |      | ТЧ-1 Кишинів                          | УРСР · Луганський тепловозобудівний завод |
| ЧМЕ3                           |      | ТЧ-1 Кишинів ТЧ-2 Бендери ТЧ-4 Бєльці | Чехословаччина ČKD                        |
| 3ТЕ10М, 2ТЕ10М, 2ТЕ10В, 2ТЕ10Л |      | ТЧ-4 Бєльці                           | УРСР · Луганський тепловозобудівний завод |
| 3ТЕ10М, 2ТЕ10М, 2ТЕ10В, 2ТЕ10Л |      | ТЧ-1 Кишинів ТЧ-2 Бендери ТЧ-4 Бєльці | УРСР · Луганський тепловозобудівний завод |
| 2ТЕ10В                         |      | ТЧ-4 Бєльці                           | УРСР · Луганський тепловозобудівний завод |
| 2ТЕ10Л                         |      | ТЧ-2 Бендери ТЧ-4 Бєльці              | УРСР · Луганський тепловозобудівний завод |
| Дизель-поїзда                  |      |                                       |                                           |
| Д1                             |      | ТЧ-1 Кишинів                          | Угорщина Ганц-МАВАГ                       |
| D1M                            |      | ТЧ-1 Кишинів                          | Румунія Remar Pascani                     |

## Відновлення руху зБессарабією
1999 року, через відсутність вантажопотоку і аварійний стан колій на дільниці Березине — Басарабяска, демонтували близько 20 км залізничної колії на території України (Одеська залізниця) і майже 1,5 км — на території Молдови.
Влітку 2016 року залізничники України і Молдови планували розпочати реалізовувати проєкт будівництва залізничної дільниці Березине — Басарабяска з проведенням капітально-відновлювального ремонту колії дільниці Арциз — Березине, але роботи так і не розпочалися через відсутність фінансування. Орієнтовна вартість робіт з української сторони становила 300 млн ₴.
У травні 2017 року було заплановано знайти паритетне фінансування, щоб вкладати не лише українські бюджетні гроші, а і європейські гранти під цей проєкт.
30 липня 2017 року, під час засідання українсько-молдовської робочої групи з питань транспорту, яке відбулося в Кишиневі, Молдова підтвердила проведення відновлювальних робіт на своїй ділянці протяжністю 2,2 км. Вже був створений кошторис попередньої вартості будівництва верхньої будови колії, а також акти щодо відновлення сегменту перегону Басарабяска — Березине. Крім того, відповідно з поправками до двосторонньої угоди, умови регулювання міжнародних перевезень вантажів між двома країнами на двосторонній і транзитній основі мали бути послаблені. Остаточні зміни планувалось затвердити під час Міжурядової комісії у вересні 2017 року в місті Одеса.
21 серпня 2022 року дільницю достроково було повністю відновлено.
У червні 2022 року за повідомленням Міністерства інфраструктури України заплановано, вперше з 1999 року, відновити залізничне сполучення з Молдовою, зокрема, відремонтувати колії між селом Джурджулешти (Міжнародний вільний порт Джурджулешти) на українсько-молдовському кордоні та румунським портом у місті Галац. Також заплановано запустити пасажирський поїзд сполученням Київ — Кишинів, а також поновити залізничний рух на дільниці Березине (Україна) — Басарабяска (Молдова), що значно збільшить експортно-імпортний потенціал України, зокрема й до портів Дунаю.
28 червня 2022 року успішно завершився тестовий рух вантажного поїзда через територію Молдови від Вінницької області (станція Могилів-Подільський) до Рені-Порт на півдні Одеської області. При цьому використовувався український локомотив — магістральний тепловоз ТЕ33АС виробництва США. Брак палива та нестача локомотивів на залізницях Молдови (Calea Ferată din Moldova — CFM) призводив до того, що транзит вантажів з Вінницької до півдня Одеської області займав 4-5 діб. Нині ж вдалося провести вантажний поїзд вагою 3600 тон за 30 годин.
З 25 березня 2023 року відкритий третій прикордонний перехід між Україною та Молдовою на дільниці Серпневе I — Басарабяска. «Укрзалізниця» почала приймати перші заявки на перевезення вантажів через вказаний перехід, зокрема, на перевезення 8 вагонів з будівельними вантажами та 6 вагонів зі шлаками. Наразі це найкоротший маршрут до портів Рені, Галац, Джурджулешти, завдяки якому «Укрзалізниця» має можливість збільшити обсяги експортних та транзитних перевезень та дозволити пришвидшити та здешевити транспортування вантажів до портів України й у зворотному напрямку. Дільниця дозволяє перевозити додатково від 4 до 10 млн тонн вантажів на рік.

## Проєкт відбудови залізничного коридору Велчинець— Окниця— Бєльці— Унгень— Кишинів— Каїнари
31 травня 2023 року між «Укрзалізницею» та ДП «Залізниця Молдови» підписано меморандум щодо реалізації проєкту з відбудови залізничного коридору Велчинець — Окниця — Бєльці — Унгень — Кишинів — Каїнари завдовжки понад 400 км, що пролягає територією Молдови. 
Проєкт розроблено залізничниками Молдови в рамках ініціативи «Шляхи солідарності», що підтримується Єврокомісією та передбачає розвиток альтернативних логістичних шляхів, зокрема для експорту аграрної продукції України. Реалізація проєкту здійснюватиметься за кошти партнерів та міжнародних фінансових установ, які передбачені Молдові у розмірі 32 млн євро та реалізувати цей проєкт наприкінці 2024 року.

## Основні станції залізниці
| Станції Молдовської залізниці | Станції Молдовської залізниці | Станції Молдовської залізниці |
| Станція                       | Фото                          | Рік відкриття                 |
| ----------------------------- | ----------------------------- | ----------------------------- |
| Кишинів                       |                               | 1871                          |
| Бєльці-Слободзея              |                               | 1893                          |
| Бендери I                     |                               | 1871                          |
| Бендери II                    |                               | 1879                          |
| Дрокія                        |                               | 1889                          |
| Келераш                       |                               | 1875                          |
| Липкани                       |                               | 1893                          |
| Окниця                        |                               | 1893                          |
| Унгени                        |                               | 1875                          |